# Demonax biguttatus
Demonax biguttatus là một loài bọ cánh cứng trong họ Cerambycidae.